# Quid
Quid (ang. Quasi Universal Intergalactic Denomination) – waluta stworzona na potrzeby turystyki kosmicznej przez naukowców z National Space Centre Uniwersytetu w Leicester.
Quid ma formę przeźroczystych krążków, wykonanych z polimeru (teflonu). Jego kurs wynosi 6,25 funtów brytyjskich za jednego quida.
W znaczeniu potocznym słowo quid jest używane dla określenia funta brytyjskiego. Często tłumaczone na funciak. Należy zauważyć, że nie istnieje liczba mnoga od tego słowa.